# Гренада (ансамбль)
«Гренада» — вокально-инструментальный ансамбль (ансамбль политической песни «Гренада», с 1993 года — Народный ансамбль России «Гренада»). Ансамбль известен своей музыкально-просветительской деятельностью в России и за рубежом, а также деятельностью по укреплению дружбы между странами и народами во всем мире. В репертуаре ансамбля имеются музыкальные произведения на 30 языках мира, а также танцевальные номера разных стран и народов. Ансамбль обладает уникальной коллекцией музыкальных инструментов различных стран, народов и эпох. Звучание многих из них можно услышать на концертах ансамбля.

## История

### Ансамбль политической песни
Ансамбль «Гренада» был образован в феврале 1973 года, выиграв конкурс самодеятельных коллективов в Московском педагогическом институте, а затем став лауреатом московского фестиваля «Студенческая весна — 73». Первые участники ансамбля:
- Владимирская Татьяна — организатор и художественный руководитель ансамбля (кандидат исторических наук, старший научный сотрудник Института Латинской Америки РАН; переводчик значительного количества песен, исполняемых ансамблем)
- Горохов Виктор — фортепиано
- Гущева Ирина — вокал
- Дмитриева Лидия — вокал
- Липатова Галина — вокал
- Резников Владимир — классическая гитара
- Резников Александр — классическая гитара

Осенью 1973 года ансамбль обрёл огромную популярность на волне движения солидарности с Чили, поскольку это был один из немногих музыкальных коллективов в СССР, исполнявших чилийскую музыку и песни таких исполнителей и авторов, как Серхио Ортега, Виктор Хара, Педро Гофо, Роберто Ривера, ансамблей Quilapayún и Inti-Illimani. Особую известность принесло ансамблю исполнение песни «El Pueblo Unido Jamás Será Vencido» Серхио Ортеги (русский текст Татьяны Владимирской).
В 1974 году — первое выступление на центральном телевидении в передаче «Шире круг». В том же году совместный концерт-акция в поддержку чилийских борцов с хунтой со знаменитым американским фолк-сингером Дином Ридом в Лужниках. Ансамбль «Гренада» участвует в организации первого конкурса политической песни памяти чилийского певца, поэта и композитора Виктора Хара в Тольятти.
В 1976 году «Гренада» становится лауреатом Международного молодежного песенного фестиваля в г. Соколов (Чехословакия). Первые гастроли за рубежом: Прага, Карловы Вары, Соколов.
В 1978 году коллектив участвует в XI Всемирном Фестивале молодежи и студентов на Кубе. «Гренаде» присвоено звание лауреата. Также «Гренада» в этом году впервые принимает участие в Берлинском фестивале политической песни.

### Сергей Владимирский
После XI-го Всемирного Фестиваля молодежи и студентов на Кубе в ансамбль приходит супермультинструменталист Сергей Владимирский, в дальнейшем ставший музыкальным руководителем коллектива. Из коллектива выбывают Ирина Гущева, Лидия Дмитриева, Галина Липатова, Владимир и Александр Резниковы. К концу 80-х годов формируется постоянный на следующие почти 20 лет состав (до ухода из жизни Сергея Владимирского):
- Владимирский Сергей
- Владимирская Татьяна
- Горохов Виктор
- Павлова Наталья
- Бельская Татьяна
- Бельский Валерий
- Ирина Уразова

В 1979 году выходит в свет первый диск «Гренады» — «Чили в сердце».
В 1980 году ансамбль получает звание лауреата премии Московского Комсомола.
В 1982 году ансамбль гастролирует по странам по странам Центральной Америки и Карибского Бассейна (Куба, Мексика, Коста-Рика, Никарагуа, Панама).
В 1984 году - участие в Фестивале дружбы СССР-Чехословакия в Волгограде, гастроли в Польше.
В 1985 году - в рамках юбилейных мероприятий, посвященных 40-летию победы над фашизмом ансамбль гастролирует в ФРГ; гастроли в Чехословакии; участие в фестивале «Ален Мак» в Болгарии. «Гренада» принимает активное участие и становится дипломантом XII Всемирного Фестиваля молодежи и студентов в Москве.
В 1986 году под ансамбль создает детскую музыкальную студию «Гренадита». В студии любой желающий, независимо от способностей и уровня музыкального развития, мог научиться совместному музицированию, осмысленному и достойному поведению на сцене, при желании — игре на разнообразных музыкальных инструментах.
В 1987 году «Гренада» по специальному приглашению Германской стороны снова участвует в Фестивале в Берлине, где награждается Большой Золотой медалью имени Артура Беккера. Выходит в свет второй диск-гигант «¡No pasarán!», посвященный 50-летию организации интербригад в Испании. Повторные гастроли в ФРГ.
В 1988 году проходят гастроли на Кубе, многочисленные выступления с гастролями по стране (Киев, Минск, Евпатория, Артек, Курск, Арзамас, Магнитогорск, Челябинск, Свердловск, Набережные Челны, Чебоксары, Петербург, Оренбург, Саранск). Участники детской музыкальной студии «Гренадита» принимают участие в Международном детском фестивале «За мир без границ» в Гаване.
В 1989 году ансамбль гастролирует по странам Латинской Америки: Перу, Эквадор, Аргентина, Уругвай.
В 1990 году проходят гастроли на острове Майорка (Испания), концерты совместно с детской группой «Гренадита» на Кубе для детей, пострадавших от Чернобыльской катастрофы, гастроли в Аргентине. В Буэнос-Айресе выходит в свет кассета «Гренады». «Гренада» становится первым русским музыкальным коллективом, посетившим с концертами Парагвай.
В 1991 году «Гренада» - участник культурной программы в рамках работы Советской выставки на острове Кипр. Проходят выступления в Мадриде (Испания) в рамках культурного сотрудничества с Мадридским Университетом «Комплутенсе». Там же «Гренаду» награждают Специальной премией «Дома Гранады». «Гренада» снова выступает в Парагвае и в Аргентине.
В 1993 году - гастроли в Малайзии, Англии, Бельгии, Италии. «Гренада» получает звание Народный ансамбль России.
В 1995 году - благотворительная поездка (совместно с «Гренадитой») с концертами по восточным провинциям Канады (Новая Шотландия, Брюнсвик) для сбора средств для лечения онкологических больных в России. Участники «Гренады» приняты в старейший рыцарский орден Канады - Орден Благородных Сердец.
В 1996 году - гастроли на острове Крит (совместно с «Гренадитой»). Благотворительная поездка с концертами по городам Андалусии (Испания) с целью сбора средств для российских детских домов.
В 1997 году - гастроли в Греции (Афины, остров Эвиа). Гастроли «Гренады» в США с просветительской акцией по приглашению Международного института «Кросскаррентс».
В 1998 году - гастроли в Греции (Афины, Сунио, остров Скиафос).
В 1999 году - гастроли «Гренады» и «Гренадиты» в Шотландии. Участие в концертах Фестиваля Шотландской музыки в Москве. «Гренада» в третий раз выступает в Греции (Афины).
В 2000 году - художественный руководитель ансамбля Т. Л. Владимирская награждена высшей наградой республики Куба для иностранцев «Орден Дружбы». гастроли «Гренады» по северной Шотландии («Highland») в рамках недели Российской культуры. Турне по США и Канаде по приглашению Международного института «Кросскаррентс». Организация и проведение «Гренадой» концертов абонемента «Музыкальная Культура Народов Мира» в Российской Государственной Библиотеке.
В 2001 году - на телеканале «Культура» выходят в свет ежемесячные телевизионные выпуски авторской программы С. Н.Владимирского «Странствия музыканта», посвященные различным аспектам культурной жизни народов России и зарубежных стран, нашедшим образное выражение в музыкальных формах.
В 2002 году - участие «Гренады» в телевизионной программе телекомпании Би-Би-Си (Великобритания), посвященной дню рождения Президента России В.В. Путина. Участие в праздновании 35-летия деятельности Салона «Аккорд» в Музее музыкальной культуры имени М.И. Глинки. Концерт «Гренады» на вечере Общества дружбы «Россия — Голландия». Выступления «Гренады» и «Гренадиты» на творческом вечере Чрезвычайного и полномочного Посла Испании в России в Государственном институте политических исследований.
В 2003 году - выступления на праздновании Дня независимости Республики Коста-Рика и Республики Панама, в Посольстве Эквадора на Дне Независимости Эквадора, в посольстве Греции на Дне Независимости Греции. Выступление на встрече с дочерью Эрнесто Че Гевары Алейдой Гевара в Доме дружбы с народами зарубежных стран. В течение года регулярно выходит телепрограмма С.Н.Владимирского «Странствия музыканта». Совместно с Посольством Республики Куба в Доме Дружбы проводится торжественный акт, посвященный 150-летию кубинского деятеля, поэта, национального героя Хосе Марти. Ансамблем организован праздник, посвященный культуре Индии, проходивший в Культурном центре Посольства Индии.
В 2004 году - выходит в свет новая телепередача с участием нашего музыкального руководителя Сергея Николаевича Владимирского «Без репетиций», помогающая детям приобщиться к музыкальной культуре народов мира. Художественный руководитель «Гренады» Татьяна Львовна Владимирская избрана вице-президентом Общества дружбы Россия - Куба и руководителем его молодежной секции. Ансамблем «Гренада» проведен Праздник испанского языка для студентов московских ВУЗов в Испанском культурном центре. «Гренада» участвует в организации мероприятий Артийского движения, в различных выступлениях и концертах Артиады.
В 2005 году выходит в свет диск «Cuba lejana y cercana» («Куба далекая и близкая»). Издана книга С. Владимирского «Размышления о джазе», а также брошюра Т. и С. Владимирских «Куба, как ты прекрасна! (Музыка Кубы: история и современность)». Открывает свои двери музыкально-просветительский клуб «Макондо», в котором в течение нескольких лет пройдет множество культурно-познавательных мероприятий, организованных ансамблем, а также встречи с российскими и иностранными музыкантами, писателями, учеными, политиками.
В последующие годы ансамбль много гастролирует по России и по всему миру: Аргентина, Мексика, Канада, США, Куба, Венесуэла, Швеция, Италия и др.
Коллектив удостоен ряда общественных и государственных наград разных стран, в том числе высших орденов Венесуэлы и Чили.
4 февраля 2023 года ансамбль «Гренада» отметил свое пятидесятилетие большим концертом в концертном зале Российской академии музыки им. Гнесиных. На мероприятии присутствовало большое количество представителей дипломатического корпуса стран Латинской Америки, российского МИДа, представителей различных общественных организаций России - друзей ансамбля.
В настоящее время «Гренада» продолжает активно выступать и гастролировать по России и миру.

## Дискография
- 1979 — «Чили в сердце»[12]. На конверте диска название на русском — «Чили в сердце. Композиция» и на испанском «Chile En El Corazón». Название ансамбля — Ансамбль политической песни «Гренада».
  - 01. Объединенный народ (El Pueblo Unido Jamás Será Vencido) (Серхио Ортега, рус.текст Т.Огурцовой)
  - 02. Песни о далёкой Родине (Canción Sobre La Patria Lejana) (Педро Гофо, рус.текст Е.Бунимовича)
  - 03. Да здравствует Революция (¡Viva La Revolución!) (Роберто Ривера)
  - 04. Услышь эту песню, Роберто Ривера (Canción Para La Roberto Rivera) (Г.Липатова — Т.Орурцова)
  - 05. Призыв к землепашцу (Plegaria A Un Labrador) (Виктор Хара, рус.текст Т.Огурцовой)
  - 06. Песня о кастрюльном бунте (Las Ollitas) (Серхио Ортега)
  - 07. Товарищ Президент (Compañero Presidente) (Педро Гофо)
  - 08. Команданте Че Гевара (Hasta Siempre) (Карлос Пуэбла, рус.текст Т.Огурцовой)
  - 09. Колыбельная сыну погибших за революцию (Canción De Cuna Para Un Huérfano De La Revolución) (Педро Гофо)
  - 10. Песня генералов-предателей (Canción De Los Generales-Traidores) (Г.Липатова — А.Резников)
  - 11. Объединенный народ (El Pueblo Unido Jamás Será Vencido) (Серхио Ортега, рус.текст Т.Огурцовой)
- 1987 — «¡No pasarán!» (Песни интербригад Испании)
- 1997 — «Птица-Тройка»
- 2001 — «Music Around the World»
- 2004 — «Cuba lejana y cercana»
- 2006 — «Магия баллады»
- 2006 — «¡Que viva América Latina!»
- 2007 — «Голос Вселенной»
- 2008 — «Winter in Moscow with Russian Songs»
- 2011 — «¿Vamos bien?»

## Награды и звания

### Государственные награды
- Почетное звание «Народный» (1993).

#### Иностранные награды

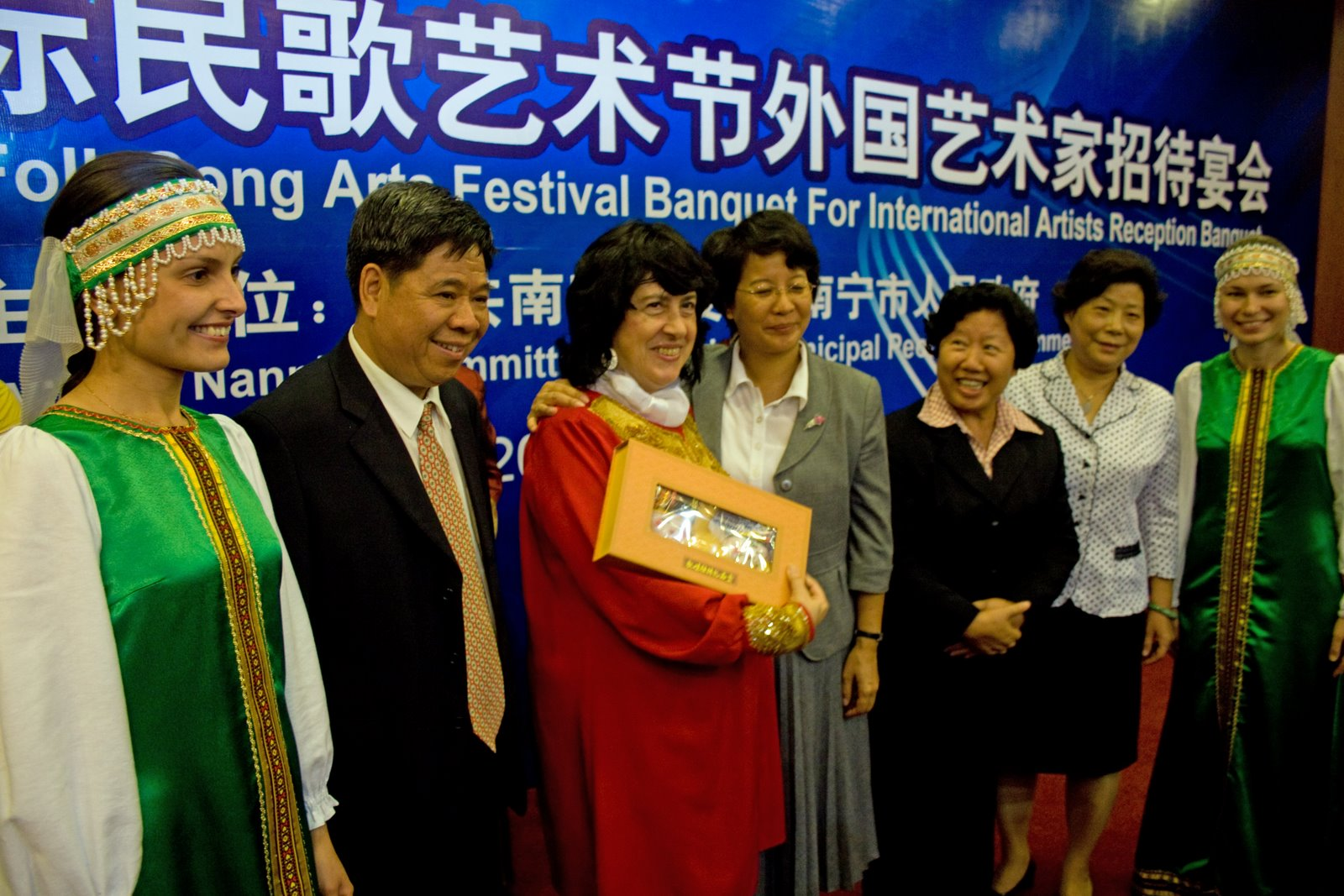

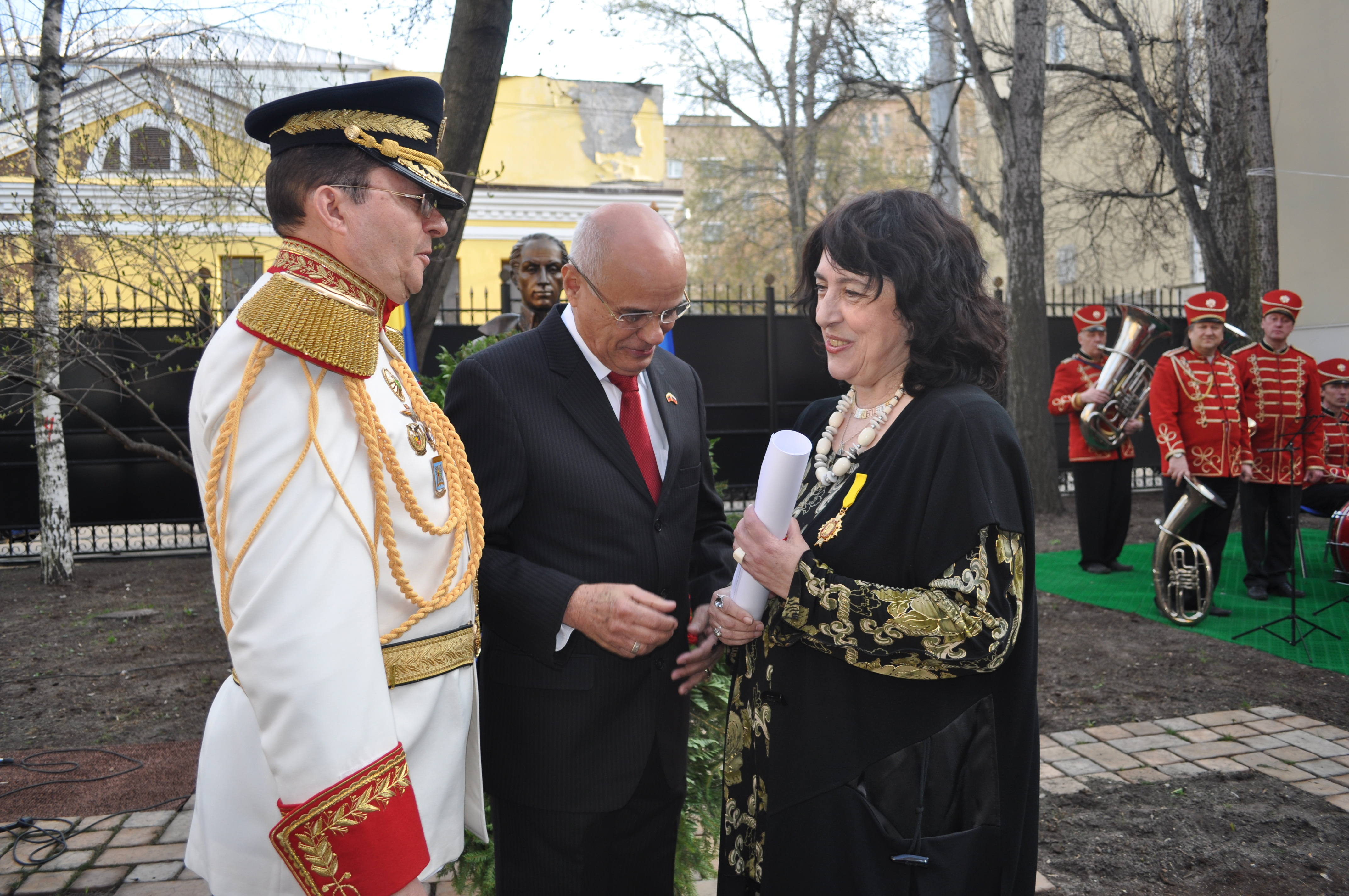

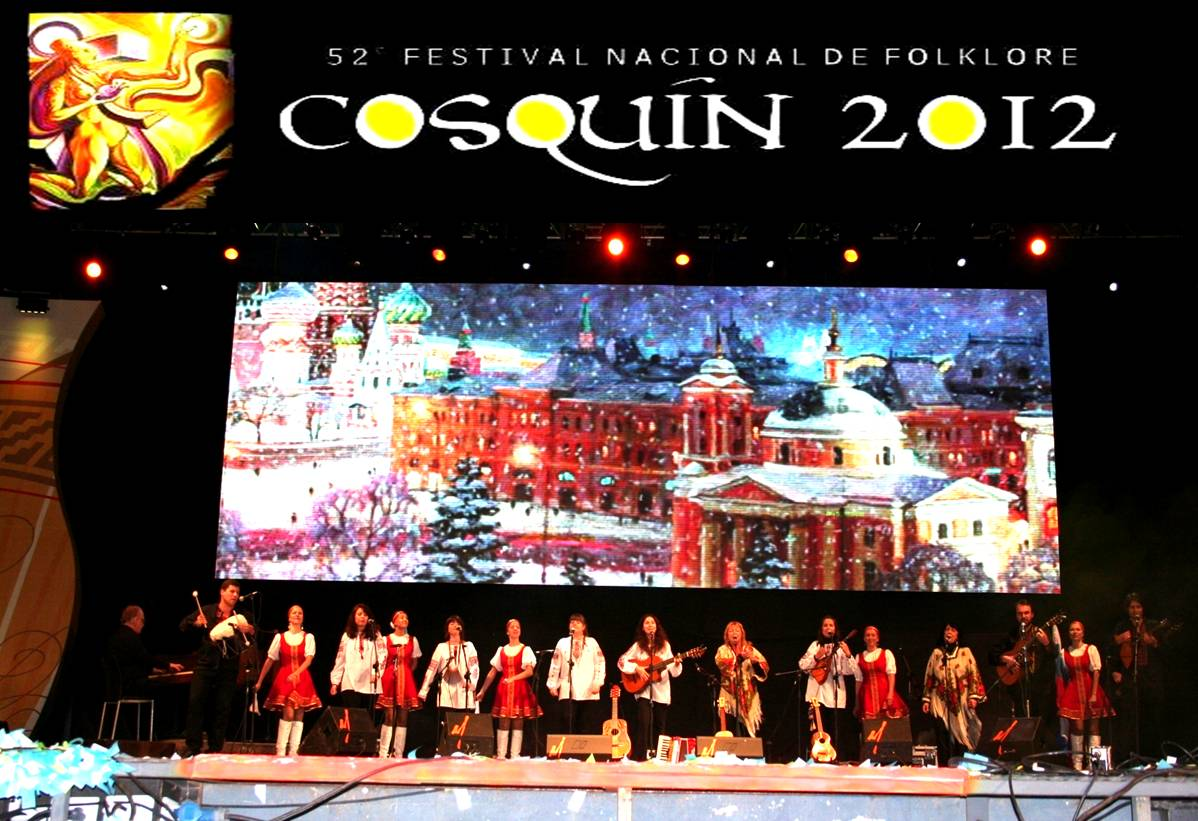

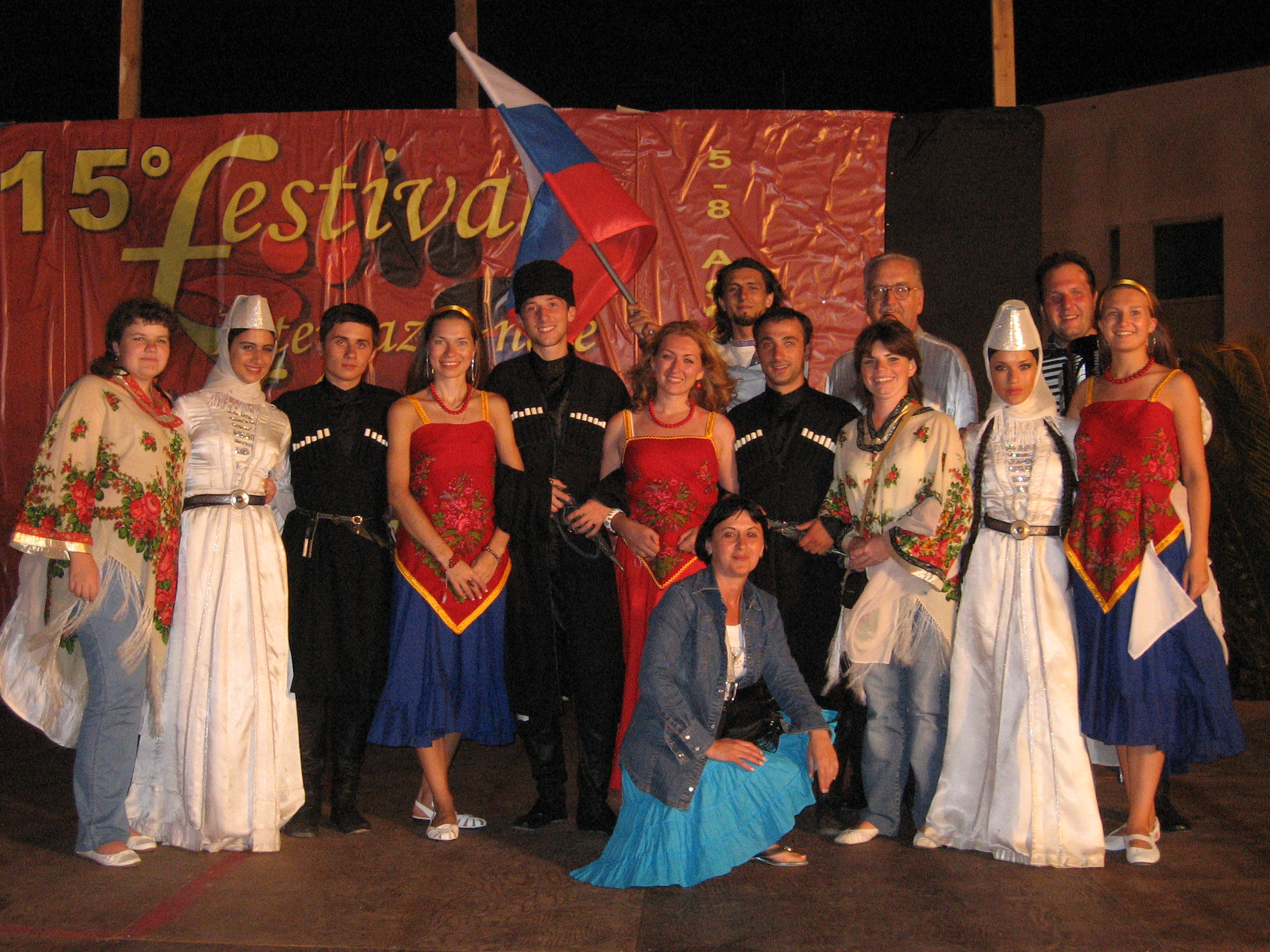

- Лауреат 11 Всемирного фестиваля молодежи и студентов в г. Гавана (Республика Куба, 1978).
- Дипломант 12 Всемирного фестиваля молодежи и студентов в г. Москва (СССР, 1985).
- Большая золотая медаль им. Артура Беккера (ГДР, 1987).
- Лауреат и дипломант 12 Международного фольклорного фестиваля в г. Наннинг (КНР, 2009).
- Лауреат 15 Международного фольклорного фестиваля в г. Вита (Италия, 2010).
- Орден Бернардо О’Хиггинса (2010).
- Орден Франсиско де Миранда (2011).
- Лауреат 52 Международного фольклорного фестиваля в г. Коскин (Аргентина, 2012)[13][14].

#### Премии

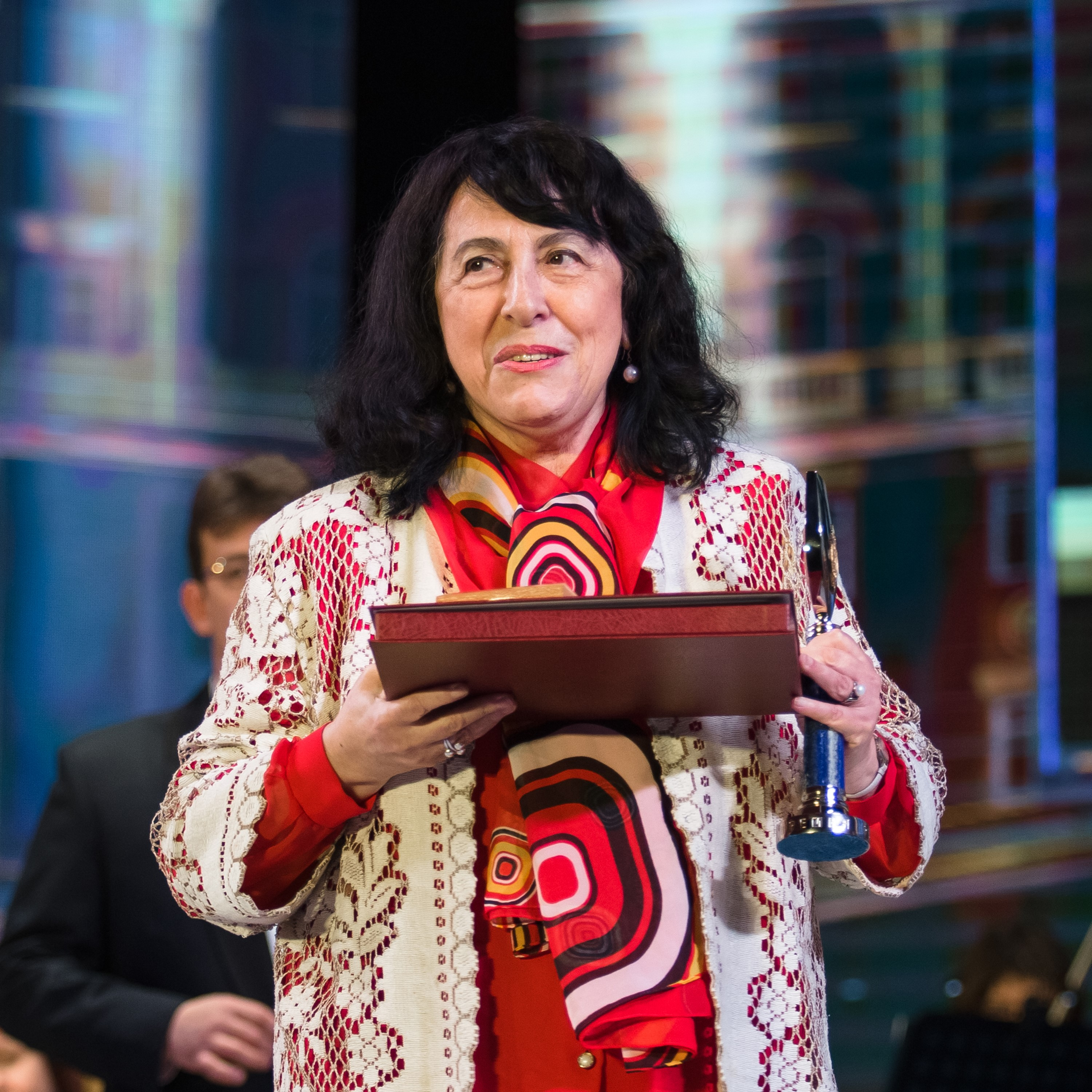

- Премия Московского комсомола (1980)[2].
- Премия им. Н.Островского (2011)[15].
- Премия ФСБ России (2017) — За многолетнюю творческую деятельность по пропаганде отечественной и мировой музыкальной культуры, а также оказание содействия органам безопасности в духовно-нравственном и патриотическом воспитании сотрудников[16].